# 9 septembrie
ianuarie • februarie • martie  • aprilie  • mai  • iunie  • iulie  • august  • septembrie  • octombrie  • noiembrie  • decembrie
9 septembrie este a 252-a zi a calendarului gregorian și a 253-a zi în anii bisecți. Mai sunt 113 zile până la sfârșitul anului.

## Evenimente

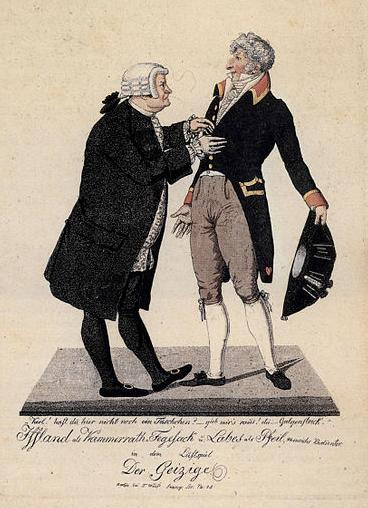
1668: Avarul, o comedie în cinci acte de Molière, are premiera la Paris.

1947: Primul caz al unui bug de computer: o molie găsită într-un releu al unui computer Harvard Mark II de la Universitatea Harvard. Pionierul computerelor Grace Hopper a atribuit mai târziu (în mod eronat) originea termenului de eroare acestui eveniment (și dă, de asemenea, anul incidentului ca 1945).

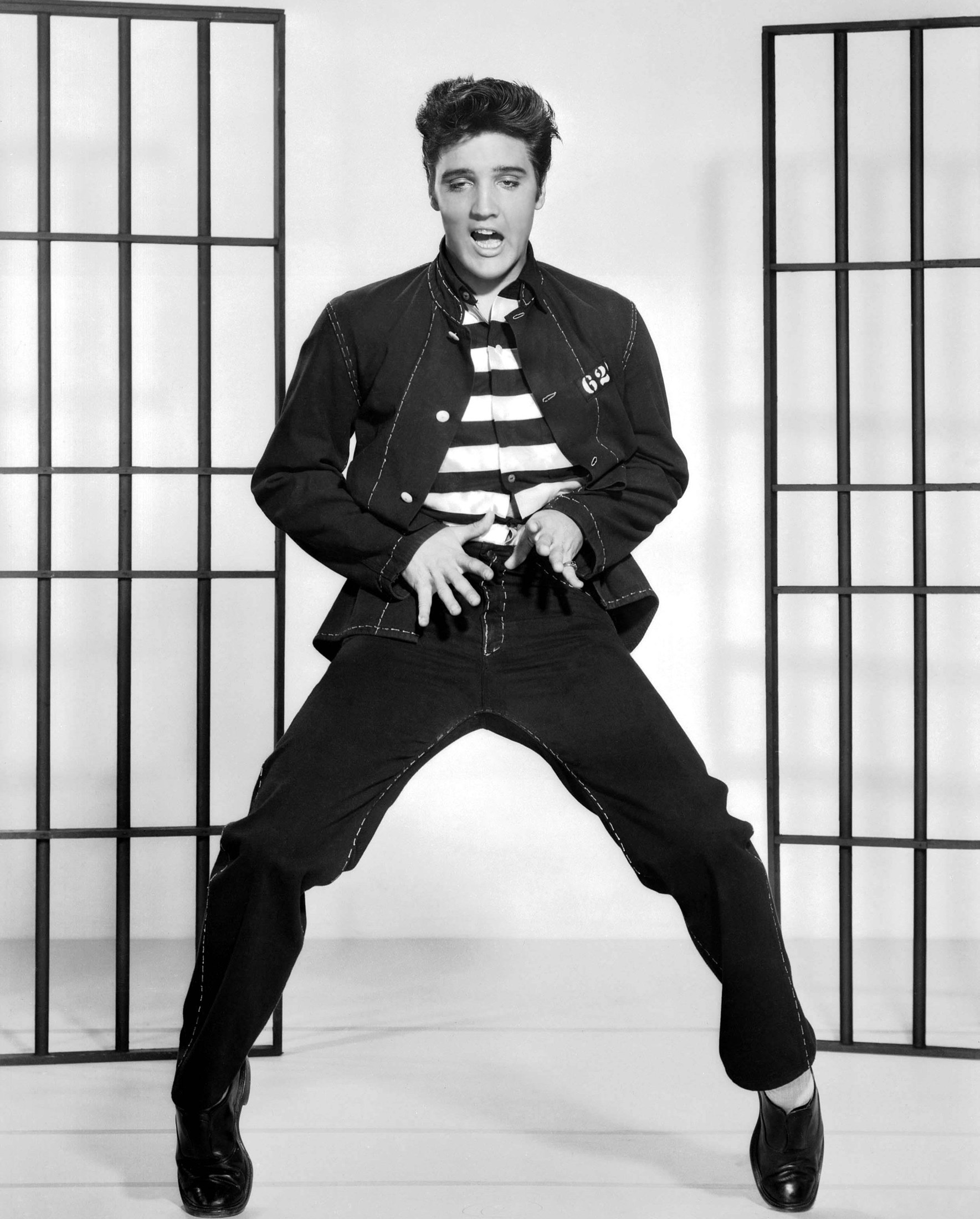
1956: Elvis Presley apare pentru prima dată în emisiunea The Ed Sullivan Show. Elvis a interpretat piesele Don't Be Cruel, Love Me Tender, Ready Teddy și Hound Dog.

- 0009: O alianță de triburi germanice condusă de Arminius a atacat forțele romane conduse de Publius Quinctilius Varus în bătălia de la Teutoburger Wald, învingând trei legiuni în următoarele zile.
- 0337: Constantin al II-lea, Constanțiu al II-lea și Constant îl succed pe tatăl lor Constantin I. Imperiul Roman este împărțit între cei trei augusti.
- 1087: William al II-lea devine rege al Angliei.
- 1488: Anne de Bretania devine ducesă suverană a Bretaniei, devenind o figură centrală în lupta pentru influență care duce la unirea Bretaniei cu Franța.
- 1493: Cristofor Columb, cu 17 nave și 1.200 de oameni, pornește în a doua călătorie din Cadiz.[1]
- 1499: Cetățenii Lisabonei sărbătoresc întoarcerea triumfală a exploratorului Vasco de Gama, care și-a încheiat călătoria de doi ani în jurul Capului Bunei Speranțe spre India.[2]
- 1543: Maria Stuart, în vârstă de nouă luni, este încoronată "regina scoțienilor" în centrul orașului scoțian Stirling.
- 1668: Avarul, o comedie în cinci acte de Molière, are premiera la Paris.
- 1743: Rescriptul împărătesei Maria Terezia prin care s-a dat dreptul copiilor de iobagi români din Transilvania de a frecventa școala.
- 1776: Congresul Continental numește oficial uniunea sa de state Statele Unite.
- 1791: Washington, D.C., capitala Statelor Unite, este numită după președintele George Washington.
- 1850: Ca parte a compromisului din 1850, California a devenit cel de-al 31-lea stat american. În același timp, Statele Unite organizează zonele dobândite de la Mexic în 1848 prin Tratatul de la Guadalupe Hidalgo după Războiul Mexicano-American. Partea nord-estică devine Teritoriul Utah, iar partea sud-estică Teritoriul New Mexico. Texasul, care trebuie să cedeze mari suprafețe noilor teritorii, este compensat cu 10 milioane de dolari.
- 1855: Odată cu retragerea ocupației rusești, asediul Sevastopolului în Războiul Crimeii se încheie după 11 luni.
- 1886: S-a adoptat, la Berna, prima Convenție internațională pentru protecția operelor literare și artistice (intră în vigoare în România la 5/17 decembrie 1887) (9/21).
- 1901: Sunt reluate relațiile diplomatice dintre Austro-Ungaria și Mexic. Ele au fost întrerupte de la moartea împăratului Maximilian I, fratele împăratului Franz Joseph I, în 1867.
- 1911: A fost efectuată prima cursă poștală cu avionul în Europa.
- 1912: A fost dezvelit bustul generalului dr. Carol Davila, lucrare a lui Constantin Brâncuși, și primul monument al lui Brâncuși la București.
- 1918: Constituirea, din inițiativa lui C. I. Parhon, a Societății de neurologie, psihiatrie și psihologie din Iași (din 1921 și de endocrinologie).
- 1919: Linia spaniolă de pasageri Valbanera este prinsă de uraganul Florida Keys din largul Havanei și dispare fără urmă. Epava navei nu a fost găsită decât după zece zile. Nu există nici o urmă a celor 488 de pasageri și membri ai echipajului; nu sunt recuperați supraviețuitori sau cadavre.[3][4][5]
- 1923: Mustafa Kemal Atatürk, fondatorul Republicii Turcia, fondează Partidul Popular Republican.
- 1940: Asasinatele hortyste din comuna Treznea, județul Sălaj. Au fost uciși sau răniți, de către armata maghiară, împreună cu localnicii maghiari din Transilvania de Nord, 263 de români. Drama populației românești din Transilvania de Nord-Est a continuat și în celelalte zile, în perioada 1 septembrie 1940 - 1 septembrie 1942, fiind asasinați 991 de români (în comuna Ip, Sălaj au fost asasinați, în noaptea de 13-14 septembrie 157 de români).
- 1947: Primul caz al unui bug de computer: o molie găsită într-un releu al unui computer Harvard Mark II de la Universitatea Harvard. Pionierul computerelor Grace Hopper a atribuit mai târziu (în mod eronat) originea termenului de eroare acestui eveniment (și dă, de asemenea, anul incidentului ca 1945).
- 1948: Kim Il-sung proclamă Republica Democratică Populară Coreea.
- 1956: Elvis Presley apare pentru prima dată în emisiunea The Ed Sullivan Show. Elvis a interpretat piesele Don't Be Cruel, Love Me Tender, Ready Teddy și Hound Dog.[6].[7]
- 1973: Peștera Eberstadt, descoperită în 1971 cu ocazia unor lucrări cu exploziv la cariera de calcar, și apreciată că ar avea o vârstă de circa 2 milioane de ani, este deschisă pentru public.
- 1975: NASA lansează nava spațială Viking 2 a cărei misiune este să exploreze planeta Marte.
- 1989: Între 9 septembrie și 17 noiembrie 1989, s-a desfășurat primul și cel mai rapid înconjur al lumii cu automobilul. A fost efectuat de Mohammed Salahuddin Choudhury și de soția sa Neena, din India, în 69 de zile, 19 ore și 15 minute, având ca punct de plecare și sosire orașul Delhi, India.
- 1991: Tadjikistanul și-a declarat independența față de URSS.
- 1997: Kim Jong Il, fiu și moștenitorul desemnat al fostului lider nord-coreean, Kim Ir Sen, a fost numit oficial președinte al RPD Coreene, după 3 ani de doliu păstrat în memoria tatălui său.
- 2002: Canalul de televiziune Al-Jazeera a difuzat o banda sonoră în care Osama bin Laden revendica, pentru prima dată explicit, atentatele de la 11 septembrie 2001 din SUA.
- 2004: Secretarul de stat american Colin Powell a declarat că violențele din provincia sudaneză Darfur constituie o gravă încalcare a drepturilor omului și a invocat Convenția internațională din 1948 asupra prevenirii și pedepsirii crimelor de genocid; conflictul din vestul Sudanului a început în februarie 2003, când milițiile proguvernamentale (numite de localnici "diavolii călări") au silit populația de culoare să-și părăsească locuințele, terorizând și exterminând zeci de mii de persoane; ONU a declarat cu privire la criza din Darfur că este cea mai gravă criză umanitară în curs de desfășurare din lume.
- 2015: Regina Elisabeta a II-a a devenit monarhul britanic cu cea mai lungă domnie din istoria Marii Britanii (63 de ani și șapte luni), surclasând-o pe regina Victoria, stră-străbunica sa.
- 2016: Guvernul Coreei de Nord efectuează al cincilea și probabil cel mai mare test nuclear. Liderii mondiali condamnă actul, Coreea de Sud numind-o „imprudență maniacală”.

## Nașteri
- 0214: Aurelian, împărat roman (270-275) (d. 275)
- 0384: Honorius, împărat al Imperiului Roman de Apus (395-423) (d. 423)
- 1585: Armand Jean du Plessis, Cardinal Richelieu, om de stat francez (d. 1642)
- 1737: Luigi Galvani, medic, fizician și filosof italian (d. 1798)
- 1778: Clemens Brentano, poet, dramaturg și prozator german (d. 1842)
- 1826: Frederic I, Mare Duce de Baden (d. 1907)
- 1827: Marele Duce Constantin Nicolaevici al Rusiei, fiul Țarului Nicolae I, vicerege al Poloniei, președinte al Consiliului de Miniștri (d. 1892)

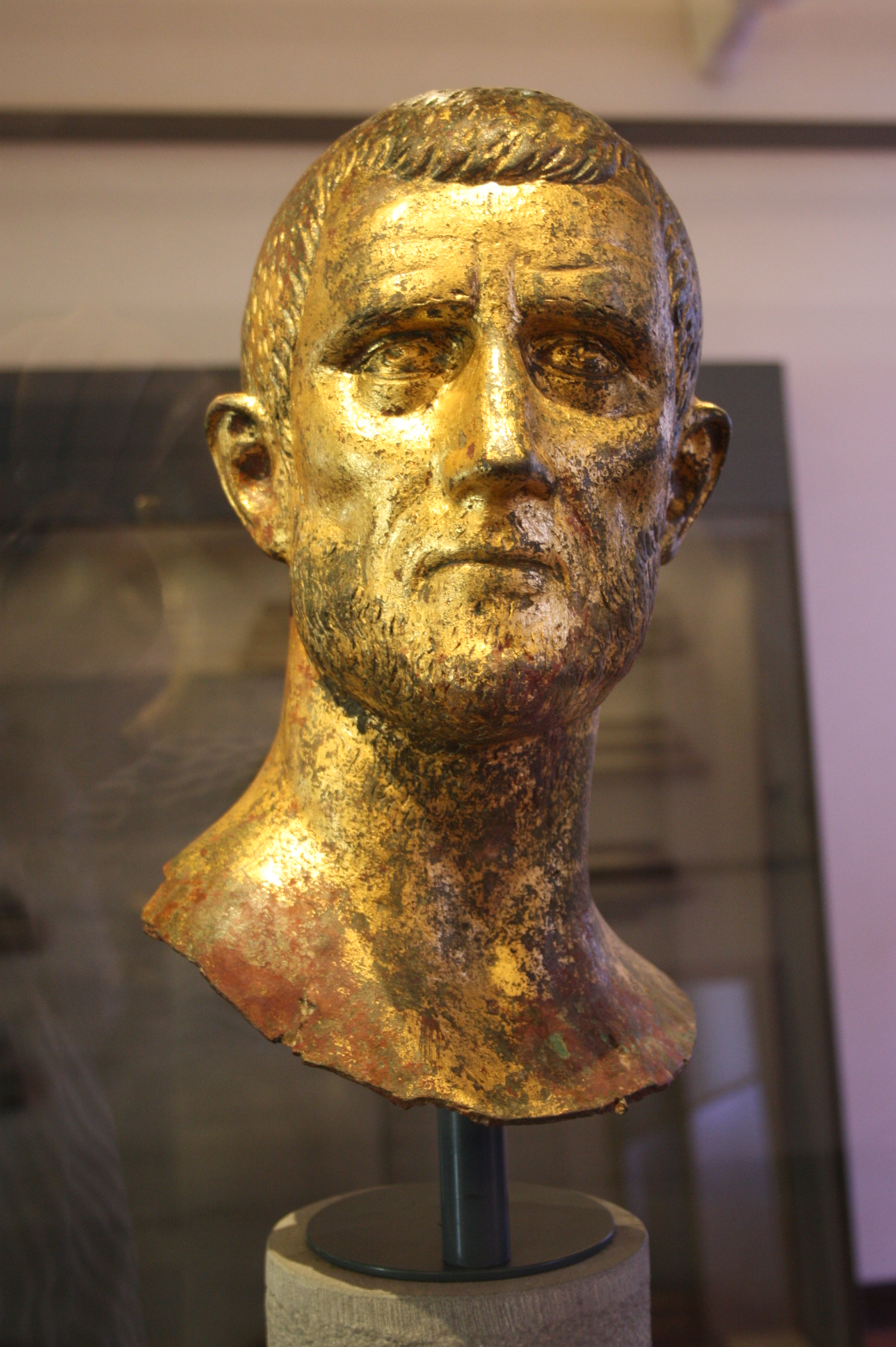
Aurelian, al 44-lea împărat al Imperiului Roman
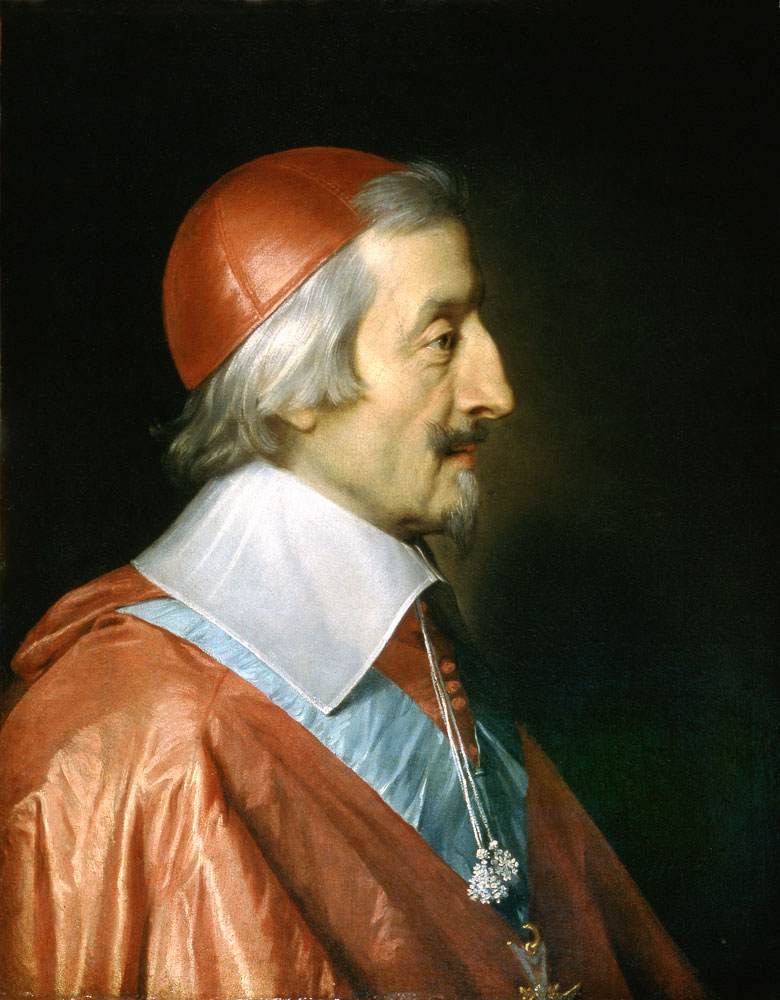
Cardinalul Richelieu, om de stat francez
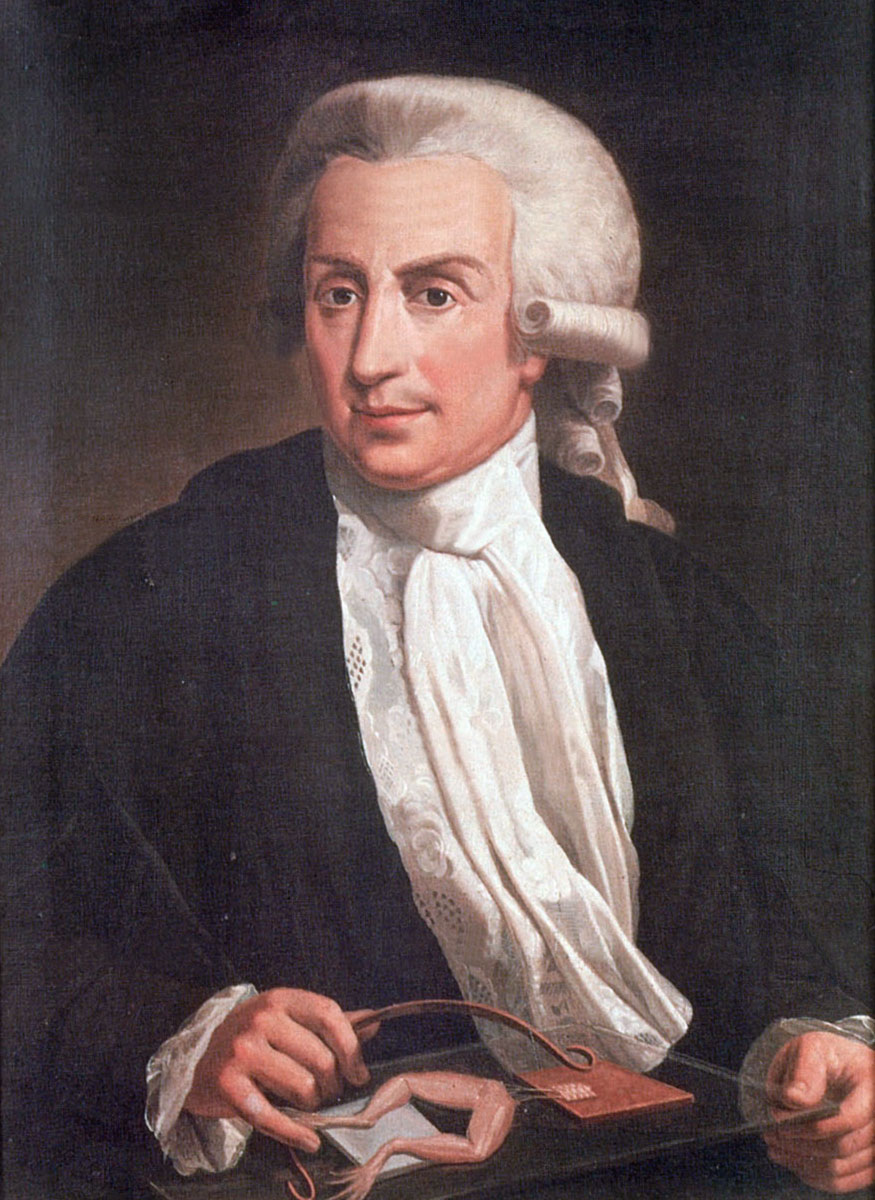
Luigi Galvani, medic, fizician și filosof italian

- 1828: Lev Tolstoi, scriitor rus (d. 1910)
- 1845: Ignác Acsády (Ignác Adler), scriitor, publicist și istoric maghiar de origine evreiască (d. 1906)
- 1863: Agatha Bârsescu, actriță română (d. 1939)
- 1885: Victor Vâlcovici, matematician român, membru al Academiei Române (d. 1970)
- 1894: Mihail Andricu, compozitor român (d. 1974)
- 1899: Brassaï, pictor francez (d. 1984)
- 1908: Cesare Pavese, scriitor italian (d. 1950)
- 1922: Hans Georg Dehmelt, fizician american de origine germană, laureat al Premiului Nobel pentru Fizică (1989)
- 1928: Bogdan Stugren, biolog, zoolog și ecolog român (d. 1993)
- 1929: Ruth Pfau, călugăriță germană cu merite în combaterea leprei (d. 2017)
- 1936: Nicolae Sulac, cântăreț de muzică populară din Republica Moldova (d. 2003)
- 1939: Zbigniew Namysłowski, saxofonist, violoncelist, trombonist, pianist și compozitor polonez (d. 2022)
- 1946: Costin Cazaban, compozitor și muzicolog român (d. 2009)
- 1949: Susilo Bambang Yudhoyono, om politic indonezian, președinte al Indoneziei
- 1952: Dave Stewart, membru al formatiei "Eurythmics"
- 1956: Silviu Lung, fotbalist român

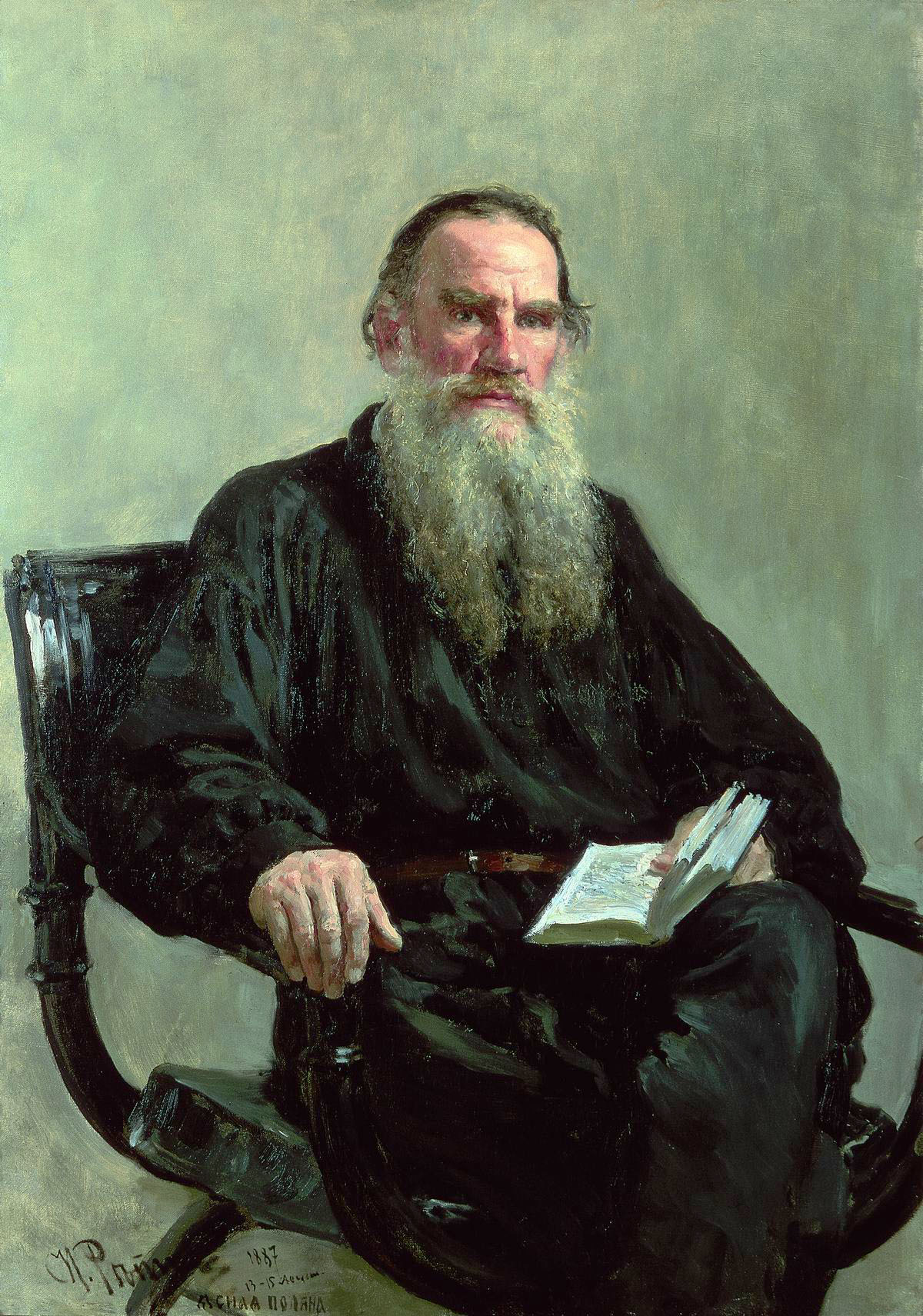
Lev Tolstoi, scriitor rus
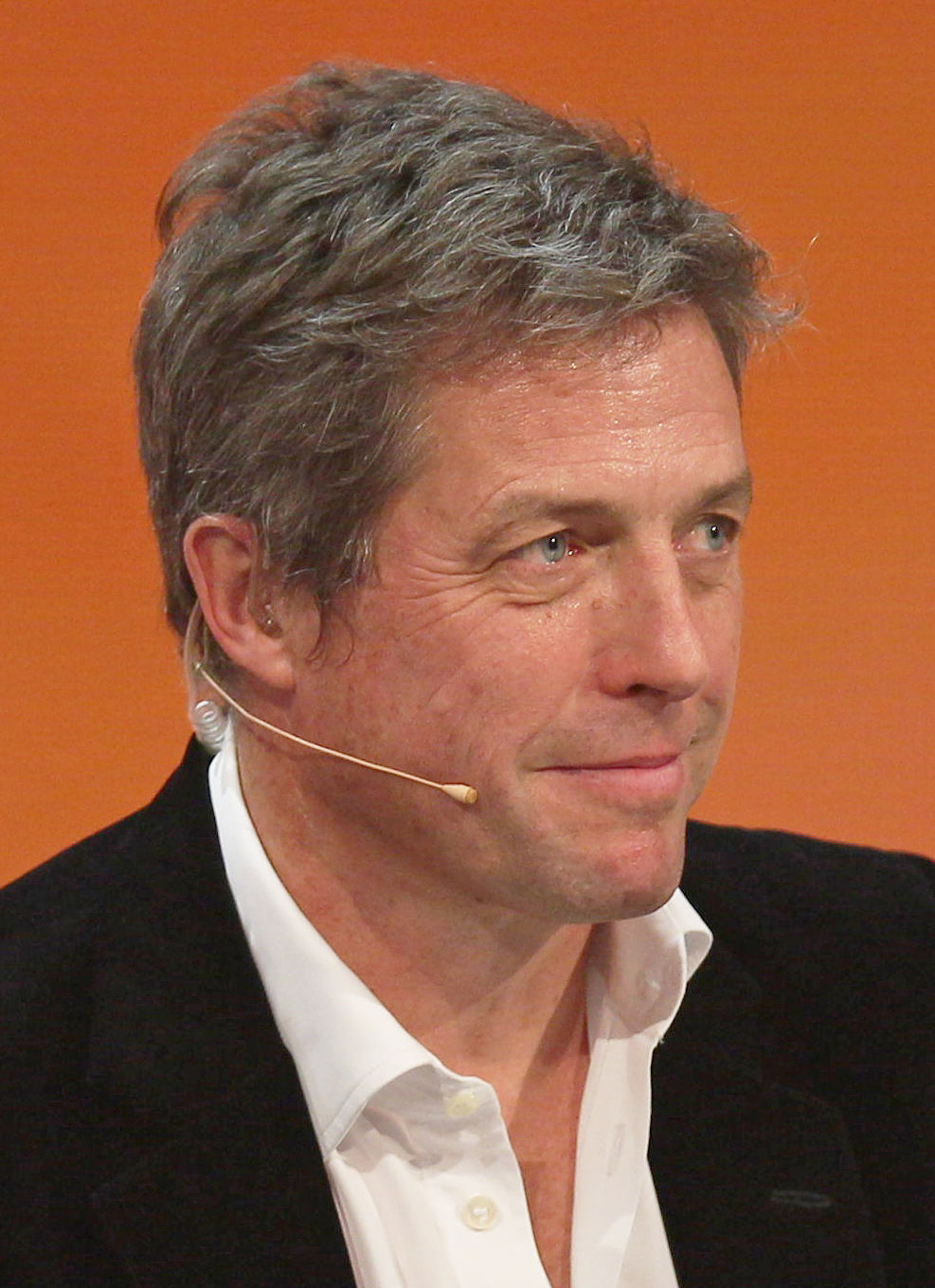
Hugh Grant, actor britanic
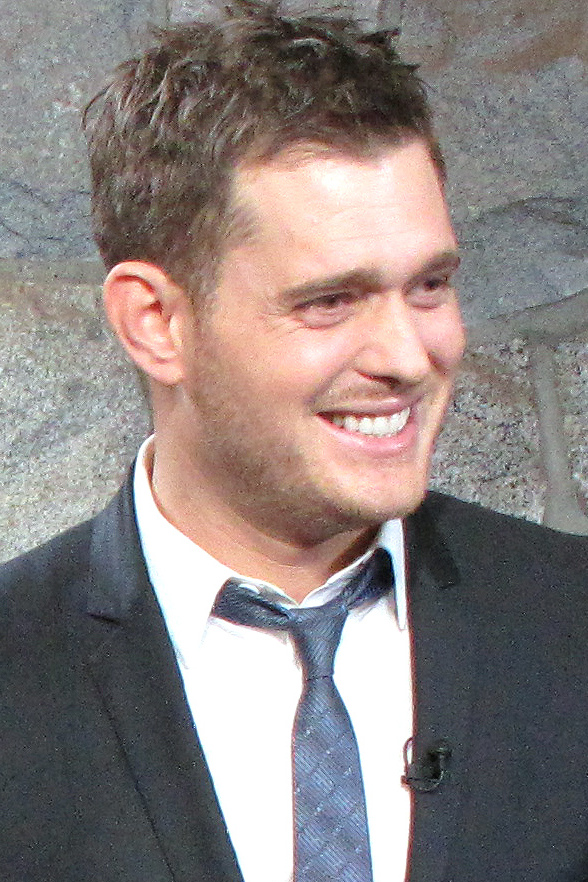
Michael Bublé, cântăreț canadian

- 1960: Hugh Grant, actor britanic
- 1963: Roberto Donadoni, fotbalist și antrenor italian
- 1966: Adam Sandler, actor, muzician, comedian, scenarist și producător de film american
- 1970: Lucian Mic, episcop ortodox al Caransebeșului
- 1973: Bogdan Aurescu, diplomat român, ministru de externe
- 1975: Michael Bublé, cântăreț canadian
- 1977: Gina Gogean, gimnastă română
- 1980: Michelle Williams, actriță americană
- 1989: Gylfi Sigurðsson, fotbalist islandez
- 1991: Kelsey Chow, actriță americană

## Decese
- 1087: Regele William I al Angliei
- 1438: Regele Eduard al Portugaliei (n. 1391)
- 1569: Pieter Bruegel cel Bătrân, pictor flamand (n. 1525)
- 1696: Eleonore Erdmuthe de Saxa-Eisenach, prințesă germană (n. 1662)
- 1813: George I, Prinț de Waldeck și Pyrmont (n. 1747)
- 1835: Agnes de Hohenlohe-Langenburg (n. 1804)
- 1841: Augustin Pyramus de Candolle, botanist și naturalist franco-elvețian (n. 1778)
- 1891: Jules Grévy, om politic francez, președinte al Franței (n. 1807)

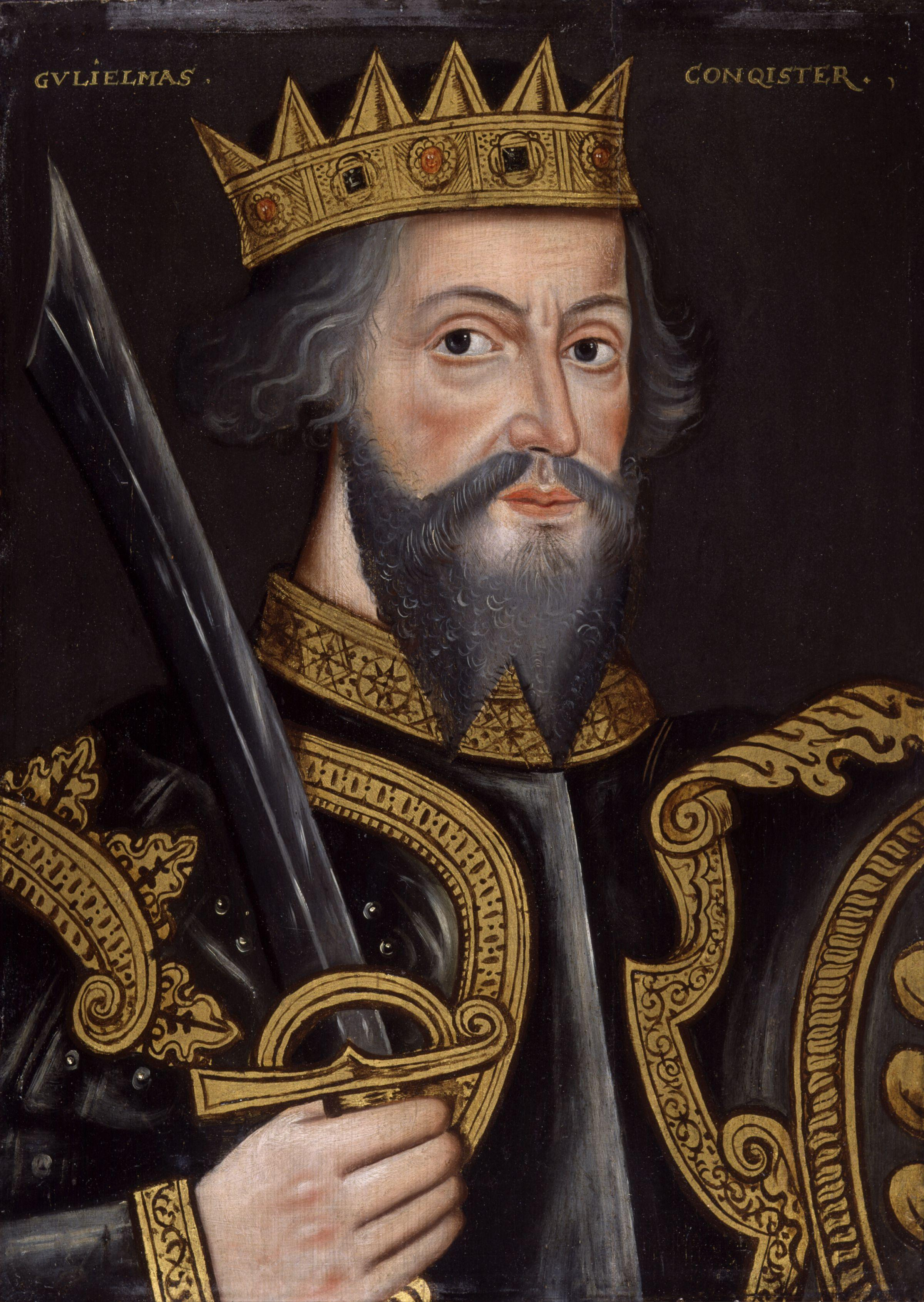
William I al Angliei, William Cuceritorul
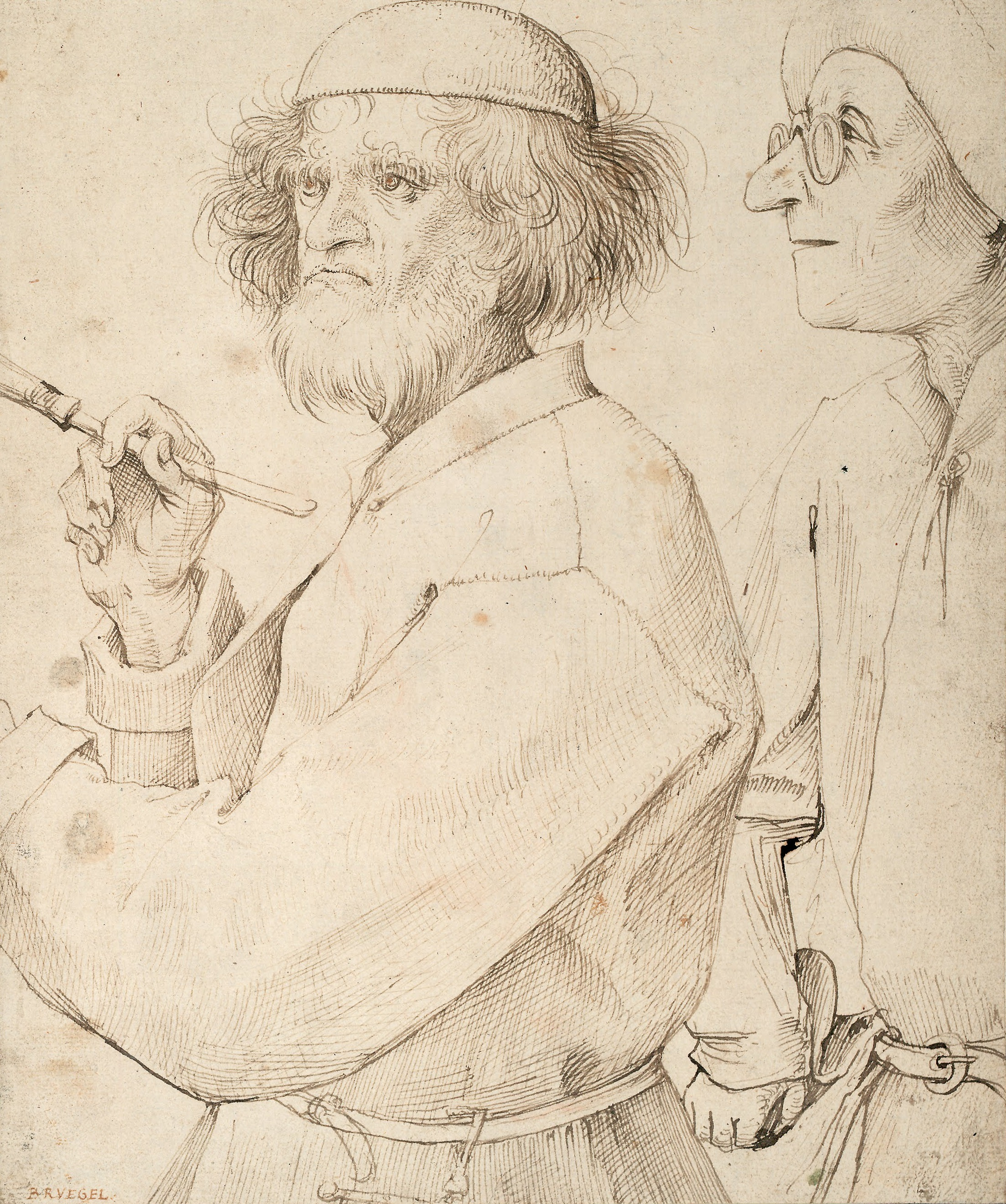
Pieter Bruegel cel Bătrân, pictor flamand
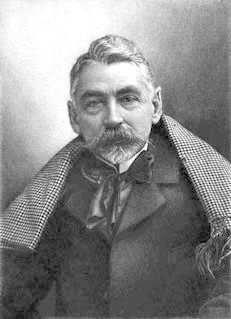
Stéphane Mallarmé, scriitor francez

- 1896: Matei Millo, actor și cântăreț, autor de texte dramatice român (n. 1814)
- 1898: Stéphane Mallarmé, scriitor francez (n. 1842)
- 1901: Henri de Toulouse-Lautrec, pictor francez (n. 1864)
- 1918: Louis Abel-Truchet, pictor francez (n. 1857)
- 1923: Prințesa Victoria Margaret a Prusiei, membră a Casei de Hohenzollern (n. 1890)
- 1931: Matilda Cugler-Poni, poetă română (n. 1851)
- 1941: William Gerard Barry, pictor irlandez (n. 1864)
- 1945: Zinaida Gippius, poet rus (n. 1869)
- 1966: Octav Mayer, matematician român, membru al Academiei Române (n. 1895)
- 1976: Mao Zedong, om politic chinez, conducător al R. P. Chineze între 1949 și 1976 (n. 1893)
- 1981: Jacques Lacan, psiholog și psihanalist francez (n. 1901)
- 1985: Paul Flory, chimist american, laureat al Premiului Nobel pentru Chimie (1974)
- 1990: Samuel Doe, președinte al Liberiei (1980-1990) (n. 1951)
- 1991: Henri H. Stahl, antropolog cultural, etnograf, istoric social, memorialist, sociolog rural român (n. 1901)
- 1992: Margareta Sterian, pictor, ceramist, artist decorator și poetă (n. 1897)
- 1997: Burgess Meredith, actor american de film și televiziune (n. 1907)
- 2003: Edward Teller, om de știință american de origine maghiară, considerat părintele bombei atomice (n. 1908)
- 2014: Graham Joyce, scriitor britanic (n. 1954)
- 2015: Florin Ganea, fotbalist român (n. 1976)
- 2019: Lissy Gröner, om politic german, membru al Parlamentului European (1999–2004), (n. 1954)
- 2019: Sahar Khodayari, activistă și microbistă iraniană (n. 1990)
- 2020: Constantin I. Toma, botanist-morfolog român (n. 1935)
- 2022: Nicolae Bulat, istoric moldovean (n. 1952)
- 2024: James Earl Jones, actor american de teatru și film (n. 1921)

## Sărbători
- calendar ortodox: Sf. Ioachim și Ana; Sf. Cuv. Onufrie de la Vorona; Sf. Mc. Severian; Cuv. Teofan Mărt.
- calendar romano-catolic: Petru Claver
- Ziua mondială a frumuseții – la inițiativa Comitetului Internațional al esteticii și cosmeticii (CIDESCO)
- Coreea de Nord: Ziua națională –  Proclamarea Republicii Populare Democrate Coreene (1948)
- Tadjikistan:  Ziua națională –  Proclamarea independenței (1991)